# 歐律阿勒
 歐律阿勒（英語：Euryale，/jʊəˈraɪəli/），又譯「尤瑞艾莉」，是希臘神話中戈爾貢三姊妹的次女，名字的涵義是「遙遠的漫遊」或「廣闊的大海」。據說戈爾貢是身長金色羽翼和黃銅手腕的女性怪物。

## 神話記述
歐律阿勒是海神福耳庫斯與女神刻托之女，在奧林帕斯山下的洞穴中出生。她和她的姊姊斯忒諾生來便是不老不死的，只有她的小妹美杜莎是凡人。不過許癸努斯則提出另外一種說法，指出三姊妹其實是堤豐和艾奇娜的孩子。
在希臘神話中，歐律阿勒受到了妹妹美杜莎的牽連，而被女神雅典娜詛咒並變化成怪物。美杜莎在雅典娜神廟中遭到海神波塞頓強姦，由於在女神的神廟中進行性行為，被雅典娜認為是對她這位貞潔神的侮辱，進而詛咒美杜莎和她的兩位姊妹（斯忒諾和歐律阿勒），使三人都變成怪物。當美杜莎被英雄珀耳修斯斬下頭顱後，一旁的斯忒諾和歐律阿勒試圖殺掉他，但珀耳修斯戴上黑帝斯的隱形頭盔，用頭盔給予的隱形能力成功逃走。
在某些版本的神話中，歐律阿勒具有將凝視的對象石化的能力。在許多故事中，尤其是在美杜莎被珀耳修斯斬下頭顱的故事當中，歐律阿勒那咆哮般的哭嚎聲常被多作描寫。

## 大眾文化中的歐律阿勒
- 《Fate/hollow ataraxia》（2005）：日本PC遊戲，在美杜莎的背景故事中出場。
- 《混血營英雄2：海神之子》（2012）：以希臘神話為題材的美國青年小說「波西傑克森系列」的書籍，故事中歐律阿勒和姊姊斯忒諾一起追殺主角波西。
- 《Fate/Grand Order》（2015）：日本手機遊戲，以從者「Archer」的職階登場，被描寫為幾乎沒有戰鬥能力的可愛女神，配音員為淺川悠。